# Bandhagen (métro de Stockholm)
Bandhagen est une station de la ligne verte du métro de Stockholm. Elle est située dans le quartier de Bandhagen, au sud du centre-ville de Stockholm en Suède.
Mise en service en 1954, elle est desservie par les rames de la ligne T19

## Situation sur le réseau
Elle est située entre les stations de Stureby et  de Högdalen.. La distance la séparant de Slussen est de 6,5 kilomètres.
La station est située à l'extérieur, en partie en surface et en partie sur le viaduc traversant la Trollesundsvägen au nord et la Bandhagsplan au sud.

## Histoire
Elle est mise en service le 22 novembre 1954.

## Art dans la station

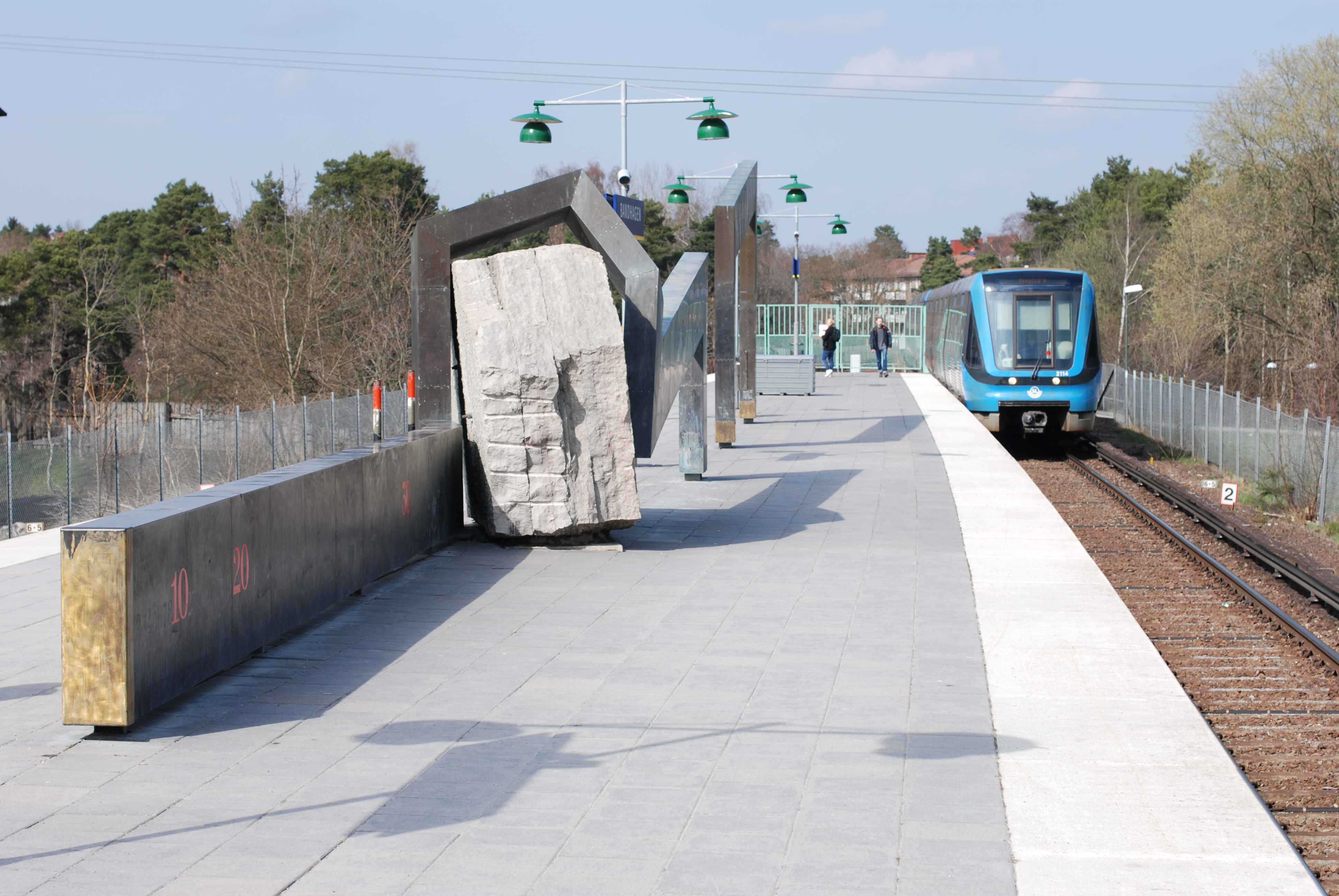
Œuvre de Freddy Fraeks (1983).

## Services aux voyageurs

### Desserte

Installations et desserte
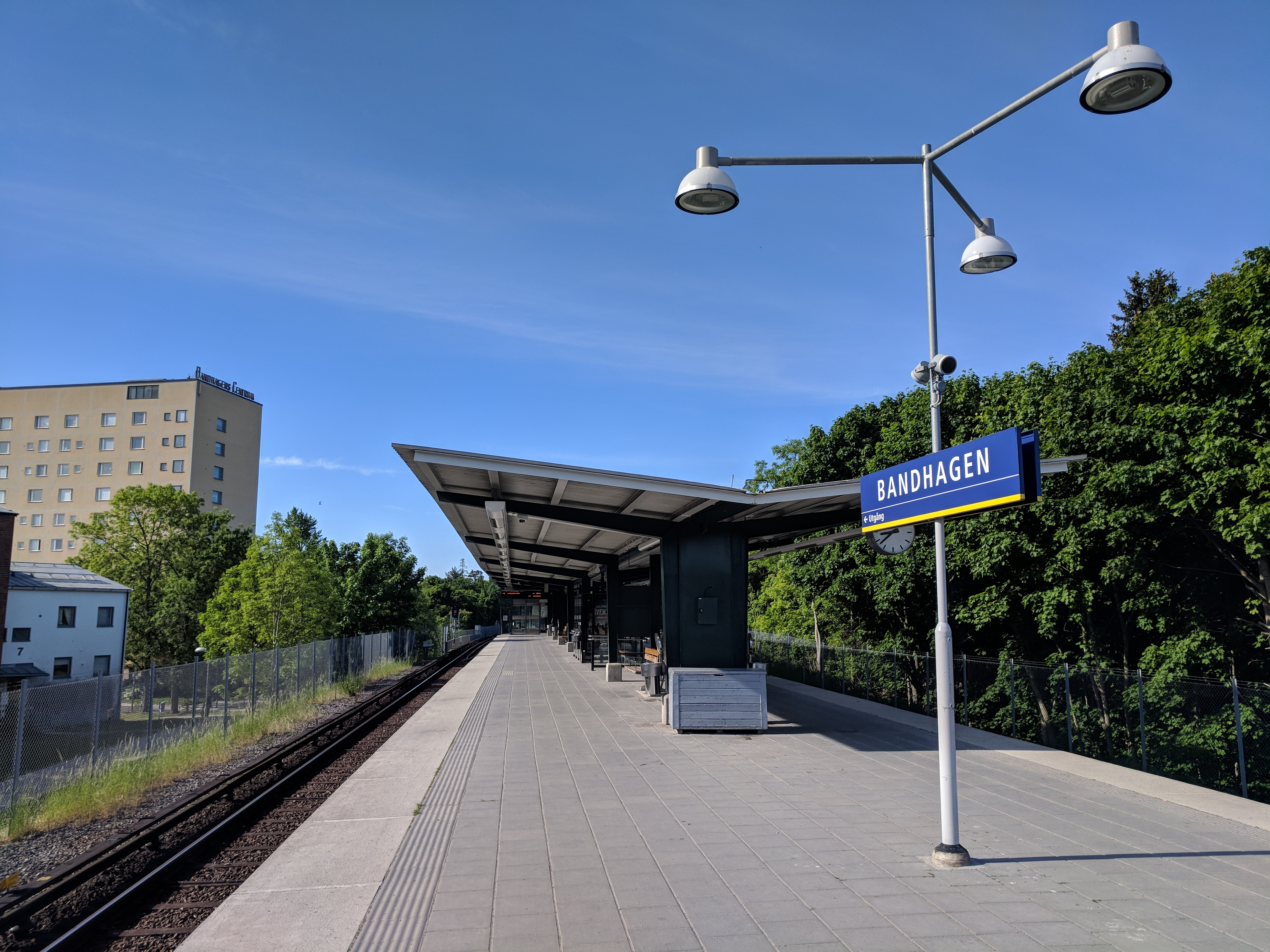
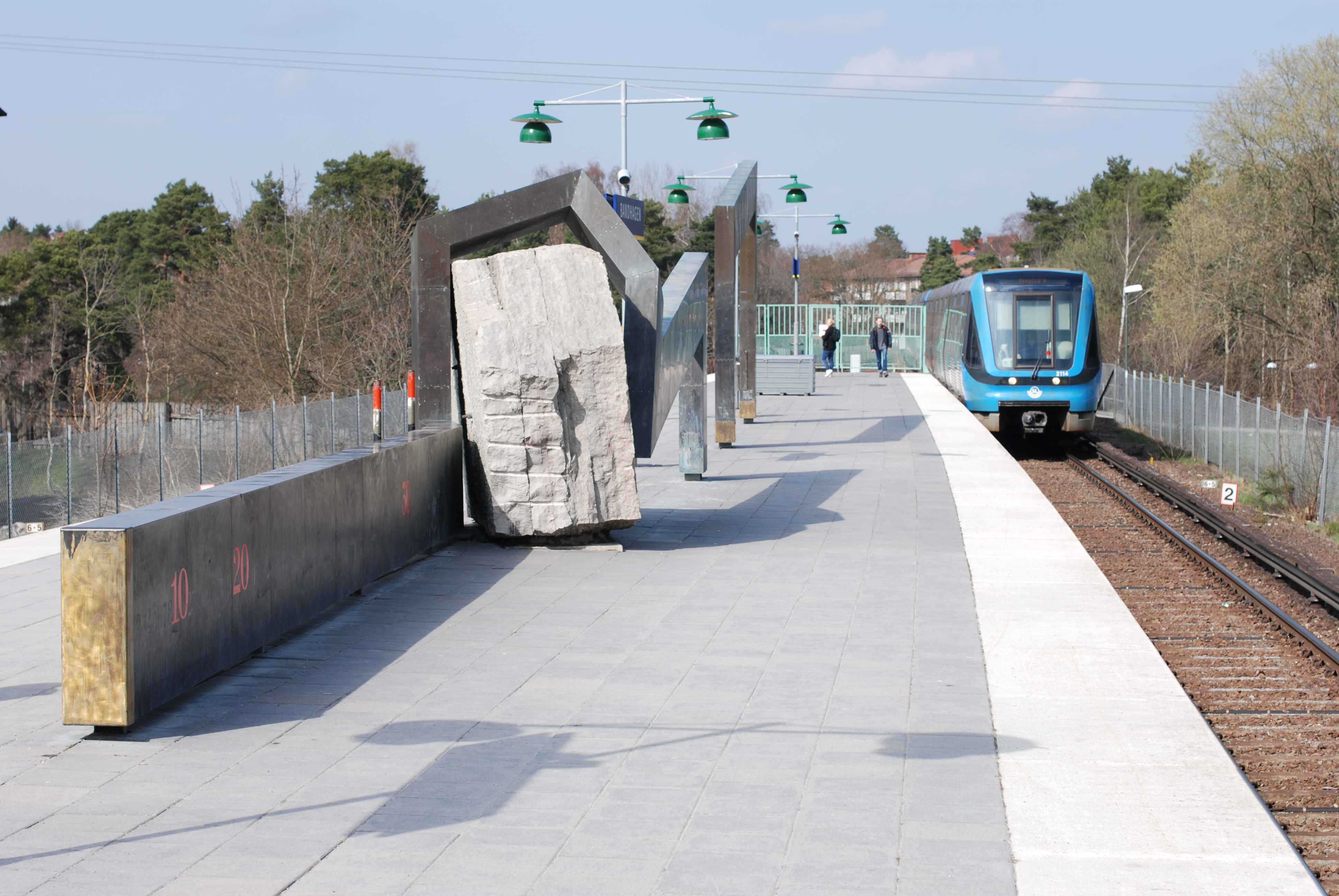
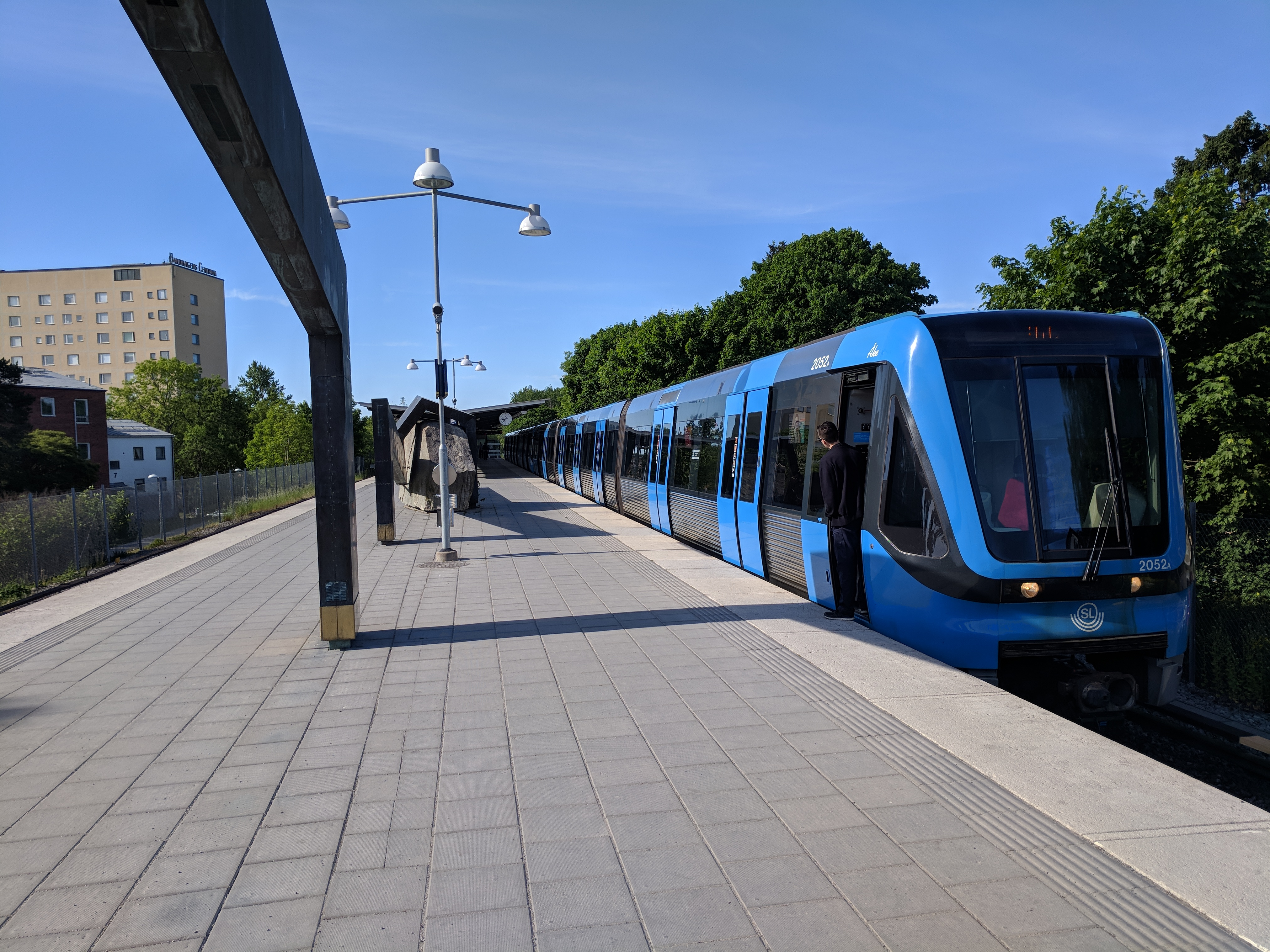